# Capanna Barone
La capanna Barone è un rifugio alpino situato nel comune di Verzasca, nel Canton Ticino, nella val Vergonèss, nelle Alpi Lepontine, a 2.172 m s.l.m.

## Storia
Fu riattata nel 1975 da un vecchio caseificio, e nel 1999, gli si aggiunse un nuovo edificio.

## Caratteristiche e informazioni
La capanna è disposta su due piani, con refettorio unico per un totale di 32 posti letto. Sono a disposizione piani di cottura sia a legna che a gas, completi di utensili di cucina. I servizi igienici e l'acqua corrente sono all'interno dell'edificio. Il riscaldamento è a legna. L'illuminazione è prodotta da pannelli solari. I posti letto sono suddivisi in una stanza nella cascina vecchia e in una mansarda nella cascina nuova.

## Accessi
- Sonogno 918 m - è raggiungibile sempre anche con l'autobus di linea  (linea 321) - Tempo di percorrenza: 4 ore - Dislivello: 1.254 metri - Difficoltà: T2

## Escursioni
- Lago Barone 2.391 m - Tempo di percorrenza: 45 minuti - Dislivello: 219 metri - Difficoltà: T2
- Bocchetta della Campala 2.323 m - Tempo di percorrenza: ? - Dislivello: 151 metri - Difficoltà: T4
- Lago dei Porchiéirsc 2.190 m - Tempo di percorrenza: ? - Dislivello: 18 metri - Difficoltà: T2

## Ascensioni
- Via alta della Verzasca - Tempo di percorrenza: varie tappe - Difficoltà: T6
- Pizzo Barone 2.864 m - Tempo di percorrenza: 2 ore - Dislivello: 692 metri - Difficoltà: T3
- Pizzo di Schinghign 2.801 m - Tempo di percorrenza: 2 ore - Dislivello: 629 metri - Difficoltà: T4
- Pizzo Campala 2.645 m - Tempo di percorrenza: ? - Dislivello: 473 metri
- Pizzo di Piancoi 2.804 m - Tempo di percorrenza: ? - Dislivello: 597 metri - Difficoltà: T6

## Traversate
- Capanna Alpe Sponda 3 ore
- Capanna Sovèltra 3 ore
- Capanna Cognora 4 ore